# 関取町
関取町（せきとりちょう）は、愛知県名古屋市瑞穂区の地名。丁目は設定されていない。住居表示未実施地域。

## 地理
名古屋市瑞穂区南東部に位置する。東は井の元町、西は南区、南は弥富町、北は軍水町・丸根町・中根町に接する。

## 歴史

### 地名の由来
弥富町の旧字関取に由来する。字名は、中根城に関連して当地に砦があり、その警護のための関所が置かれていたことによるという。

### 沿革
- 1971年（昭和46年）4月20日 - 瑞穂区弥富町字五反田・関取の各一部により、同区関取町として成立[1]。

## 世帯数と人口
2019年（平成31年）3月1日現在の世帯数と人口は以下の通りである。
| 町丁   | 世帯数  | 人口    |
| ------ | ------- | ------- |
| 関取町 | 474世帯 | 1,182人 |

### 人口の変遷
国勢調査による人口の推移
| 1970年（昭和45年） | 388人   | [ 9 ]  |  |
| 1975年（昭和50年） | 867人   | [ 9 ]  |  |
| 1980年（昭和55年） | 885人   | [ 10 ] |  |
| 1985年（昭和60年） | 1,000人 | [ 10 ] |  |
| 1990年（平成2年）  | 1,024人 | [ 11 ] |  |
| 1995年（平成7年）  | 1,056人 | [ 12 ] |  |
| 2000年（平成12年） | 1,069人 | [ 13 ] |  |
| 2005年（平成17年） | 1,018人 | [ 14 ] |  |
| 2010年（平成22年） | 957人   | [ 15 ] |  |

## 学区
市立小・中学校に通う場合、学校等は以下の通りとなる。また、公立高等学校に通う場合の学区は以下の通りとなる。
| 番・番地等 | 小学校               | 中学校               | 高等学校 |
| ---------- | -------------------- | -------------------- | -------- |
| 全域       | 名古屋市立中根小学校 | 名古屋市立萩山中学校 | 尾張学区 |

## 施設
- 名古屋市上下水道局弥富ポンプ所[7]北緯35度6分49.7秒 東経136度57分13.2秒 / 北緯35.113806度 東経136.953667度

## その他

### 日本郵便
- 郵便番号 : 467-0058[4]（集配局：瑞穂郵便局[18]）。